# Mais Doce que o Mel (álbum de Rebanhão)
Mais Doce que o Mel é o álbum de estreia da banda de rock brasileira Rebanhão. Lançado em 1981, causou intensa polêmica e controvérsia, tanto por suas músicas e quanto a capa. Em contrapartida, é considerado o primeiro disco de rock a ser notório na cena religiosa em nível nacional. Vendendo mais de 150 mil cópias, foi reeditado em CD no ano de 1995.
Após um período de formação, os músicos escreveram canções para o disco, tratando de questões sociais e religiosas. Sendo a maioria delas produzidas pelos vocalistas Janires e Carlinhos Felix, o trabalho, é definido, através de estudos acadêmicos e análises da mídia especializada, como um retrato, à luz do protestantismo, dos problemas sociais e econômicos que a sociedade vivia. Tais temáticas, de forma mais explícita, seriam tratadas no disco posterior, Luz do Mundo.
A obra, no geral, é art rock, com influências do rock progressivo e do movimento tropicalista. O repertório se destacou pelas canções "Baião" e "Casinha", posteriormente regravadas no álbum ao vivo Janires e Amigos. Por quase dez anos, "Refúgio", do tecladista Pedro Braconnot, esteve nas apresentações do grupo. A capa do projeto, que apresenta os membros do Rebanhão, especialmente Janires com a camisa aberta, foi censurada, fazendo com que a gravadora Doce Harmonia produzisse uma nova capa, com parte da fotografia coberta. Esta alteração foi mantida na sua versão digital, em CD.
Na época, a banda foi acusada, por líderes religiosos, de produzir músicas satânicas e com mensagens subliminares. Boicotados em alguns shows, o alvoroço causado por sua sonoridade fomentou a curiosidade da juventude cristã da época, provocando a intensa popularidade do Rebanhão, surpreendendo, até mesmo a própria banda e a gravadora independente a qual eram associados. Posteriormente, a obra foi bem aceita, sendo considerada um dos clássicos da música cristã brasileira, auxiliando uma nova abordagem de produção e composição musical, ocorrida anos depois, com o movimento gospel. Está presente em várias listas religiosas de melhores álbuns: Em 2015 foi considerado o 2º maior álbum da música cristã brasileira, em uma publicação encabeçada pelo portal Super Gospel, e em 2019 foi eleito o melhor álbum da década de 1980 pelo mesmo veículo.

## Antecedentes
O felizardo do Carlinhos tinha um emprego na Petrobrás que não sei como, lhe permitia viajar, faltar dias de trabalho, com isso tendo muito mais liberdade pra tocar por aí a fora. [...] Não nos surpreendeu quando ele se juntou ao Janires pra tocar com o Rebanhão, que tinha uma posição mais arrojada em termos de viagens e se expor à nível nacional.

—Claudio Ferreira, baterista da banda Sinal Verde.
Em 1979, o cantor e compositor Janires, gravara uma demo em fita cassete, com composições inéditas, considerada como um dos principais registros do rock cristão brasileiro na década de 70. Após ter um protótipo de uma banda, a qual se chamaria Rebanhão, o músico deixou São Paulo com destino ao Rio de Janeiro, pretendendo fundar uma banda ali.
Janires se converteu ao cristianismo na década de 1970 em uma casa de recuperação para jovens dependentes químicos chamada Desafio Jovem em Brasília, ligada ao Teen Challenge, do Pastor David Wilkerson de Nova York nos Estados Unidos. Depois se mudou para São Paulo onde se afiliou ao Desafio Jovem de São Paulo. Com influência musical e evangelística de Keith Green e Andráe Crouch, Janires iniciou a banda Rebanhão com a visão de evangelizar através da música usando uma linguagem jovem e contextualizada para alcançar uma geração que abraçara as bandeiras do Sexo Drogas e Rock'n Roll marcada por eventos como o festival de Woodstock. Os primeiros eventos do Rebanhão eram feitos em praças públicas, escolas, presídios e qualquer lugar onde houvesse possibilidade de evangelizar.
Nesta época, Janires passou a frequentar a Igreja Presbiteriana de Copacabana, instituição que tinha uma programação jovem, o Culto Jovem, desde 1972, o qual permitia uso de instrumentos como guitarra, teclado e bateria. Outra banda, naquele período, iniciava as atividades, chamada Sinal Verde, cujas músicas eram escritas, principalmente, por Lucas Ribeiro. Janires viu, naquele lugar, potencial para recrutar músicos.
O tecladista Pedro Braconnot, aos 19 anos, passou a frequentar a mesma instituição nesta época, quando converteu-se ao cristianismo durante um retiro em Juiz de Fora. Convidado por Janires, passou a integrar o Rebanhão que recrutaria mais músicos para o projeto. Mais tarde, encontraram os músicos Paulo Marotta, baixista, e Kandell, baterista.
No início de banda, foi difícil para os músicos encontrarem um guitarrista. Após períodos curtos com vários músicos, a banda decidiu trabalhar com Carlinhos Felix em 1981, então integrante da Sinal Verde. Com a inclusão do percussionista Zé Alberto, a formação original do Rebanhão estava completa.

## Gravação e estilo musical
O repertório do álbum foi escrito individualmente por Carlinhos Felix, Janires e Pedro Braconnot. A maioria destas canções são de Carlinhos, que as escreveu, principalmente, na época em que era membro da Sinal Verde. Anteriormente a banda, Janires chegou a gravar uma demo com dez músicas autorais, mas não as reutilizou em Mais Doce que o Mel. No trabalho seguinte, Luz do Mundo, regravaria duas. O tecladista Pedro Braconnot, por sua vez, apresentou apenas uma faixa, a qual descreve ser sua primeira composição musical:
| “ | Foi realmente a primeira música que fiz. Simplesmente brotou falando um pouco da minha realidade de andar distante de Deus e ter recebido o brilho de sua luz sobre a minha vida que me fez mudar a direção radicalmente. [...] Essa música marcou o início da minha experiência com Deus. | ” |

Janires escreveu as canções menos pops do repertório, flertando com outros gêneros musicais. Em "Casinha", por exemplo, o músico apresentou influências claras de choro, executada por seu violão ovation e um acordeon, executado por Rick. Segundo Janires, em um show da Banda Azul, ocorrido em 1987, a música foi escrita em um momento da vida do cantor em que lhe faltava recursos para tudo, tendo se inspirado nas crenças que tinha acerca da eternidade. Em relação a sonoridade, da mesma forma, um arranjo de metais, escrito por Josué Vasconcelos se expandiu para várias faixas, incluindo o pot-pourri, totalmente escrito por Janires, intercalado por solos de guitarra, baixo, teclado e metais. A canção mais longa do disco, ainda, contou com a junção de cinco faixas em uma, sendo quatro delas de versos simples, dando mais destaque, de fato, ao instrumental.
A canção mais notória escrita por Janires para o álbum foi "Baião". Utilizando-se do baião, música tipicamente regional, em que o vocalista, juntamente com Carlinhos Felix, tentaram trazer o sotaque nordestino com críticas sociais. Por outro lado, "Mel" possui uma sonoridade mais tradicional ao rock progressivo, com solos de guitarra.
"Monte", de Carlinhos Felix, traz um solo de sax tenor na introdução, executado por Paulinho Araújo, além de uma harmônica em "Tudo é Meu". Em praticamente todo o álbum, o teclado de Pedro Braconnot se sobrepõe a guitarra de Carlinhos, que, na maior parte do tempo, executa bases. Felix, por sua vez, escreveria a maioria das canções do disco, maioria delas com influência do pop rock e da tropicália.

## Recepção da crítica
| Críticas profissionais | Críticas profissionais |
| Avaliações da crítica  | Avaliações da crítica  |
| Fonte                  | Avaliação              |
| ---------------------- | ---------------------- |
| Super Gospel           | [ 18 ]                 |
| O Propagador           | [ 19 ]                 |

Mais Doce que o Mel foi aclamado pela crítica em avaliações retrospectivas. O Super Gospel, que o elegeu como o 2º maior álbum da música cristã brasileira (atrás apenas de De Vento em Popa (1977), dos Vencedores por Cristo), definiu o disco como amplo em suas influências e referências que, em grande parte, extrapolavam o cenário religioso. "Mais Doce que o Mel representa um pilar para uma arte e musicalidade mais holística, e também como obra prima realizada pelos cristãos. Ofereceu diversos elementos que mais tarde seriam intensamente tratados por bandas como Resgate, Fruto Sagrado, e os grupos oriundos do chamado Novo movimento", conta um trecho. Em 2019, foi eleito pelo mesmo veículo o melhor álbum da década de 1980.
No guia discográfico do O Propagador, o projeto também recebeu a nota máxima, com a avaliação de que "registra magistralmente a habilidade musical de Janires, com o choro “Casinha”, o progressivo medley contendo “Salas de Jantar” e, principalmente seu clássico “Baião”. As composições de Carlinhos Felix não ficam muito atrás, destacando-se através de “Monte”. “Refúgio”, de Pedro Braconnot é uma das melhores baladas do Rebanhão".

## Faixas
| Lado A | |                 |                 |         |  |
| N.º    | Título | Compositor(es)  | Vocais          | Duração |  |
| 1.     | "Tudo Passa" | Carlinhos Felix | Carlinhos Felix | 3:04    |  |
| 2.     | "Monte" | Carlinhos Felix | Carlinhos Felix | 3:56    |  |
| 3.     | "Mel" | Janires         | Janires         | 3:36    |  |
| 4.     | "Salas de Jantar"/"Jesus Cristo pode Te dar"/"Glória pra Jesus"/"Jesus Filho do Homem"/"Glória ao Pai, ao Filho, ao Espírito Santo" (Pot-pourri) | Janires         | Janires         | 8:21    |  |

| Lado B |              |                 |                          |         |  |
| N.º    | Título       | Compositor(es)  | Vocais                   | Duração |  |
| 1.     | "Passageiro" | Carlinhos Felix | Carlinhos                | 3:25    |  |
| 2.     | "Baião"      | Janires         | Janires, Carlinhos Felix | 4:00    |  |
| 3.     | "Refúgio"    | Pedro Braconnot | Carlinhos Felix          | 2:16    |  |
| 4.     | "Amizade"    | Carlinhos Felix | Carlinhos Felix          | 2:43    |  |
| 5.     | "Casinha"    | Janires         | Janires                  | 4:13    |  |
| 6.     | "Tudo é Meu" | Carlinhos Felix | Carlinhos Felix          | 2:52    |  |

## Ficha técnica
Banda
- Janires Magalhães Manso - vocal e ovation
- Carlinhos Felix - vocal e guitarra
- Pedro Braconnot - teclado, sintetizadores
- Paulo Marotta - baixo
- Kandell - bateria
- Zé Alberto - percussão

Músicos convidados
- Rick - acordeom
- Josué Vasconcelos - trombone e arranjo de metais
- Jessé Sadoc - trompete
- Paulinho Araújo - sax tenor

Equipe técnica
- Carlos - técnico de gravação
- Ronaldo - técnico de gravação
- Deraldo - mixagem
- JR. - auxiliar de gravação

## Reconhecimento
| Publicação   | Reconhecimento                                 | Ano  | Posição |
| ------------ | ---------------------------------------------- | ---- | ------- |
| Super Gospel | 100 maiores álbuns da música cristã brasileira | 2015 | 2       |
| Super Gospel | 100 melhores álbuns dos anos 1980              | 2019 | 1       |